# SAP R/3
SAP R/3 je softwarovým produktem společnosti SAP, který slouží pro řízení podniku (Enterprise resources planning – ERP). Jeho nová verze se jmenuje mySAP.
SAP R/3 se skládá z následujících modulů:
- FI (Financial Accounting) Finanční účetnictví
- CO (Controlling) Kontroling
- AM (Asset Management) Evidence majetku
- PS (Project system) Plánování dlouhodobých projektů
- WF (Workflow) Řízení oběhu dokumentů
- IS (Industry Solutions) Specifická řešení různých odvětví
- HR (Human Resources) Řízení lidských zdrojů
- PM (Plant Maintenance) Údržba
- MM (Materials Management) Skladové hospodářství a logistika
- QM (Quality Management) Management kvality
- PP (Production Planning) Plánování výroby
- SD (Sales and Distribution) Podpora prodeje

## Technologie
SAP R/3 je client/server aplikace využívající třívrstvý model. Prezentační vrstva nebo klient komunikuje s uživatelem. V aplikační vrstvě je uložena business logika a databázová vrstva zaznamenává a ukládá všechna data systému včetně transakčních a konfiguračních dat.
Funkčnost systému SAP R/3 je programována vlastním proprietárním jazykem ABAP (Advanced Business Application Programming). ABAP, neboli ABAP/4, je jazykem čtvrté generace (4GL) umožňujícím vytvářet jednoduché, ale výkonné programy. R/3 obsahuje také kompletní vývojové prostředí, které umožňuje vývojářům modifikovat existující programový kód SAPu nebo vytvářet vlastní funkčnost, od reportů až po transakční systémy, s využitím SAP frameworku. ABAP komunikuje s databází pomocí SQL dotazů, které umožňují vybírat, měnit a mazat data. Dále umožňuje vytvářet grafická uživatelská rozhraní a middleware pro integraci s jinými systémy.
Nastavení systému při zavádění je velmi složité, protože SAP R/3 je v každé společnosti nastaven jinak. Proto si společnosti najímají SAP konzultanty, kteří přizpůsobují systém potřebám dané společnosti. Některé společnosti zavádějí jen některé moduly, jiné společnosti zavádějí vše (cena licence není na počtu modulů závislá).

## Controlling
Controlling v systému mySAP.com je spíše chápán jako nástroj nad veškerými moduly tohoto systému. Veškeré ekonomické operace týkající se externích nákladů, výnosů a rozvahových položek účtované v ostatních modulech se automaticky přenáší do modulu Controllingu, kde se s těmito daty dále pracuje.
Základním cílem Controllingu je poskytování informací:
- pro ekonomické řízení společnosti včetně identifikace odchylek, analýzy příčin a návrhu
- opatření jejich odstranění
- vzniku a průběhu nákladů a výnosů, a to jak na úrovni společnosti jako celku, tak i ve vztahu k interním ekonomickým jednotkám
- pro měření výkonností procesů a činností
- pro řízení obchodní politiky společnosti
- pro motivační systém společnosti

Hlavní procesy Controllingu, které musí být systémem pokryty, jsou:
- definice ukazatelů výkonnosti a jejich cílových hodnot
- plánování a rozpočet
- analýza a vyhodnocení odchylek
- manažerský reporting
- aplikace nástrojů na podporu rozhodování.

### Submoduly Controllingu
- Účetnictví nákladových druhů – V této části modulu Controlling se vytvářejí účty nákladů a výnosů, tím se do souladu uvádí interní a externí účetnictví. Analytika nákladových druhů musí být přizpůsobena členění podle účtové osnovy.
- Účetnictví profit centra – Sleduje skutečné výnosy automaticky převzaté z modulů odbytu a finančního účetnictví, umožňuje pořízení plánu výnosů a následné vyhodnocení nákladů a výnosů, popř. rozvahových účtů všech organizačních stupňů.
- Účetnictví nákladových středisek – Zde se sledují vynaložené náklady, včetně vnitropodnikového účtování nákladů mezi nákladovými středisky a ostatními objekty (nákladovými středisky, zakázkami, projekty, atd.) pomocí vnitropodnikových výkonů (odpracované hodiny, ujeté km, atd.). Účetnictví nákladových středisek popisuje organizační strukturu podniku formou hierarchie nákladových středisek. V tomto submodulu se plánují primární náklady, sekundární náklady, statistické ukazatele a vnitropodnikové výkony. Aktuální náklady lze zaúčtovat přímo v nákladovém účetnictví nebo v ostatních modulech. V účetnictví nákladových středisek lze zjišťovat a analyzovat vzniklé odchylky.
- Účetnictví interních zakázek – Zaznamenává náklady a výnosy na jednotlivé práce jako jsou např. propagační činnost, vozový park, atd. U interních zakázek lze sledovat plánované náklady, rozpočet, aktuální náklady a výnosy zaúčtované přímo v nákladovém účetnictví nebo v ostatních modulech.

### Plánování
Plánování nákladů a výnosů na nejnižší organizační jednotky – nákladová střediska, zakázky, profit centra (i rozvahové účty) ve více plánovacích obdobích a zároveň umožňuje spravovat paralelně více variant plánu. Při plánování shora – dolů je možno využít rozúčtování (rozvržení) plánovaných nákladů na nákladová střediska dle zvoleného klíče (procentní sazba, zpracovací náklady, atd.). Lze plánovat i různé vztažné veličiny pro měření odváděných výkonů.

### Skutečné účtování
Účtování nákladů a výnosů na objekty modulu CO. Modul CO automaticky přebírá externí účtování v ostatních modulech a zároveň provádí vlastní účtování – přeúčtování nákladů z objektu na objekt, zúčtování nákladů, zúčtování zakázek, rozúčtování nákladů (režií) nákladových středisek prostřednictvím určeného klíče (procentní sazba, skutečné/plánované náklady, skutečné/plánované statistické ukazatele, výkony, apod.).

### Vyhodnocení
Vhodným uspořádáním jednotlivých objektů modulu CO lze dosáhnout přehledného výkaznictví, které slouží jako podklad pro rozhodování a řízení společnosti. Zároveň umožňuje zpracování výsledku hospodaření všech organizačních stupňů, operativní porovnávání plánu a dosahované skutečnosti za dané období s následným vyhodnocením výsledků. Všechny výkazy podporující manažerské výkaznictví využívají následujících funkcionalit – grafika, export do Excelu, odeslání poštou, třídění, vyhledávání, filtraci (zobrazení vybraných hodnot – např. pouze hodnoty vyšší než 1 milion Kč). Standardní nástroje Report Painter, Report Writer, popř. rešerše umožňují definovat výkazy přímo uživatelem snadno, rychle a bez znalosti programování.